# Baronia de Calders
La baronia de Calders era una de les baronies primigènies de l'actual comarca del Bages i de la comarca natural del Moianès. Les possessions de la baronia de Calders s'estenien pels actuals termes municipals de Calders, Monistrol de Calders i un petit fragment del de Granera.

## Història

### Edat mitjana
El castell de Calders és documentat des del 965, tot i que la construcció actual podria datar-se del segle xi: in comitatu Minorissa in terminio de castro Caldarios. D'altres documents d'anys posteriors en confirmen l'existència: 974, 977, 984, 1019, 1023… El domini del castell pertanyia en aquell moment a Sendred Domnuç, senyor de Calders, branca lateral dels vescomtes d'Osona. Els castlans eren la família Viladecavalls, que prengueren el nom de la parròquia pròxima.
El 1023 el castell i la seva jurisdicció pertanyien a la comtessa Ermessenda, vídua de Ramon Borrell, que el degué rebre en dot, juntament amb altres castells de la Catalunya central. La mateixa comtessa donà aquest castell, i d'altres, al seu fill Ramon Berenguer I el Corbat com a penyora de pau. El 1067 apareix vinculat a aquest castell Guillem Ramon de Calders, casat amb Guilla, filla de la comtessa Ermessenda de Cardona. Aquest primer castlà o senyor de Calders llega en el seu testament el castell de Calders i les parròquies del seu entorn als seus fills Artal i Ponç, dels quals passa al fill de Ponç, Arnau, que ja consta com a senyor de Calders.
Més endavant dos Calders, Guillem i Pere, apareixen com a signataris del testament de Guillem de Berguedà. Són germans, com consta en diversos documents de l'època. El castell romangué fins al 1336 en mans dels Calders, que passaren per alguns moments on tingueren molt presència entre les classes dirigents catalanes com, per exemple, el 1313, any en què el comte-rei envià Blanca de Calders (Blanca de Centelles, casada amb Guillem de Calders) a Alemanys per tal d'acompanyar la filla del rei, la infanta Isabel, que anava a contraure matrimoni amb el duc d'Àustria.
Poc després, la família Calders entrà en crisi i el 1347 es vengué el castell i les seves parròquies a Bernat de Talamanca. Tot seguit, un any més tard, el tornà a vendre a Ramon Berenguer de Dusfort, però hagué de fer-se en part enrere, i en retornà la meitat del domini a Bernat de Talamanca, del qual passà al seu fill Berenguer. Alhora, a finals del segle xiv, el rei Pere III ordenà el reforçament de les fortificacions del castell, i s'inicià una ampliació que no es va arribar a acabar mai. A partir del segle XV el castell va sofrir una decadència progressiva.
El 1410 Bernat de Talamanca es casà amb Aldonça de Planella i de Togores, filla del senyor del castell termenat de Castellnou de la Plana i de Violant, de la influent família sabadellenca dels Togores i germana de Ramon de Planella i de Togores, senyor de Granera, Mura, Castellcir i Tona, entre altres senyories properes. Ramon de Planella comprà el senyoriu a la seva germana i el seu cunyat, i un descendent seu, Manuel de Planella, s'anomenava senyor de Calders i Talamanca el 1440. A partir d'aleshores, però, el castell de Calders perdia importància estratègica i era pràcticament abandonat.

### Edat moderna i contemporània
A través de matrimonis successius, aquesta baronia va arribar a mans dels barons de Maldà, la família Amat, i posteriorment als marquesos de Castellbell, que són els que avui dia ostenten el títol.
Del castell en queda poca cosa: restes de la torre mestra i d'algunes edificacions, incloses les restes de la capella.

## Genealogia dels Calders
- Arnau de Calders, qui estengué testament el 1166. Senyor de Calders i de Sallent.
- Guillem I, fill de l'anterior, senyor de Calders i de Tudela. Esmentat el 1208, estava casat amb Agnès.
- Guillem II, fill de l'anterior, senyor de Calders i de Tudela. Estava casat amb Sibil·la.
- Guillem III, fill de l'anterior, senyor de Calders i de Tudela. Estava casat amb Elisenda, potser d'Avinyó.
- Guillem, fill de l'anterior, senyor de Calders. Estava casat amb Blanca de Centelles, castlana de Sitges, Eramprunyà i Terrassa.
- Guillem IV, fill de l'anterior, senyor de Calders.

El 1347, Calders passà a la Corona, i fou concedit a:
- Bernat de Talamanca.
- Berenguer, fill de l'anterior, senyor de Calders.
- Bernat de Solana, fill de l'anterior.
- Bernat de Talamanca, senyor de Calders. Pare d'Aldonça, muller de Ramon Berenguer de Boixadors des del 1402.
- Bernat de Talamanca i d'Olzinelles, senyor de Calders. Es casà el 1410 amb Aldonça de Planella i de Togores.
- Andreua de Talamanca, casada el 1405 amb Joan d'Eimeric,[4] baró de Rubinat i de Sant Antolí,
- Maurici d'Eimeric, mort el 1463, senyor de Calders i de Talamanca. Casat amb Elionor de Sacirera.

A mitjan segle xix la baronia de Calders va passar als marquesos de Castellbell, descendents directes del darrer.